# Tullbergiella
Genre
Tullbergiella est un genre de collemboles de la famille des Tullbergiidae.

## Distribution
Les espèces de ce genre sont endémiques d'Argentine.

## Liste des espèces
Selon Checklist of the Collembola of the World (version du 18 septembre 2019) :
- Tullbergiella allendei (Izarra, 1975)
- Tullbergiella humilis (Izarra, 1965)

## Publication originale
- Izarra, 1965 : Fauna Colembologica de Sierra de la Ventana (Provincia de Buenos Aires, Argentina). Physis, vol. 25, no 70, p. 263-276.